# 佐藤明日香
佐藤 明日香（さとう あすか、1980年4月25日 - ）は、日本のフリーアナウンサー。

## 来歴
埼玉県飯能市出身。立教大学社会学部卒業。大学在学時にはテレビ朝日アスクに通っていた。また2002年には、新潟県湯沢町と越後湯沢温泉の観光大使である「ミス駒子」に選ばれた。
2003年にテレビユー福島に入社し、同期の渡邊文嘉とともに同局のアナウンサーになる。
2006年からは信越放送のアナウンサーを務めていた。
信越放送退社直後の2007年に、伊豆大島椿まつりの観光大使である「ミス椿の女王」に選出された。また退社後しばらくの間は、フリーアナウンサー・クラブ所属のフリーアナウンサーとして活動していた。

## 出演
脚注の無いデータは、すべてフリーアナウンサー・クラブ所属当時のプロフィールからの参考。

### テレビ番組
- 学校が好き!（テレビユー福島）[3]
- まるとく（テレビユー福島） - メインMC
- ニュースの森ふくしま（テレビユー福島） - キャスター
- Uパレード（信越放送） - リポーター
- 信州まるごとワイド。キャッチ!（信越放送）[2]
- サタデースクランブル（テレビ朝日） - リポーター

### CM
- こどもちゃれんじ（ベネッセコーポレーション） - ナレーター